# Central European Football League 2022
La Central European Football League 2022 sarà la sedicesima edizione dell'omonimo torneo di football americano. La sua finale è denominata CEFL Bowl XVI.
La squadra vincitrice sarà nominata campione d'Europa.
In seguito alla crisi russo-ucraina del 2021-2022 e alle conseguenti sanzioni sportive contro le squadre russe, l'incontro tra i Budapest Wolves e i Moscow Spartans è stato annullato e gli ungheresi sono stati promossi a tavolino al turno successivo.

## Squadre partecipanti
| Club                     | Città               | Stadio | Sponsor ufficiale | Risultato nella stagione 2021              |
| ------------------------ | ------------------- | ------ | ----------------- | ------------------------------------------ |
| Badalona Dracs           | Badalona            |        |                   | Campioni della Spagna                      |
| Beograd Vukovi           | Belgrado            |        |                   | Campioni della Serbia                      |
| Black Panthers de Thonon | Thonon-les-Bains    |        |                   | Campioni della Francia (2019)              |
| Budapest Wolves          | Budapest            |        |                   |                                            |
| Calanda Broncos          | Coira               |        |                   | Campioni della Svizzera                    |
| Copenhagen Towers        | Gentofte            |        |                   | Campioni della Danimarca                   |
| Danube Dragons           | Vienna              |        |                   | Semifinalisti AFL                          |
| Flash de La Courneuve    | La Courneuve        |        |                   |                                            |
| Las Rozas Black Demons   | Las Rozas de Madrid |        |                   | Vicecampioni della Spagna                  |
| Moscow Spartans          | Mosca               |        |                   | Campioni della Russia                      |
| Örebro Black Knights     | Örebro              |        |                   | Campioni della Svezia                      |
| Panthers Parma           | Parma               |        |                   | Campioni d'Italia                          |
| Schwäbisch Hall Unicorns | Schwäbisch Hall     |        |                   | Vicecampioni della Germania; Campioni CEFL |

## Tabellone
|  | Ottavi di finale         | Ottavi di finale         | Ottavi di finale         |                       |                          | Quarti di finale         | Quarti di finale | Quarti di finale |  |  | Semifinali | Semifinali | Semifinali |  |  | Finale | Finale | Finale |  |
|  |                          |                          |                          |                       |                          |                          |                  |                  |  |  |            |            |            |  |  |        |        |        |  |
|  |                          |                          |                          |                       |                          |                          |                  |                  |  |  |            |            |            |  |  |        |        |        |  |
|  |                          |                          |                          |                       |                          |                          |                  |                  |  |  |            |            |            |  |  |        |        |        |  |
|  |                          |                          |                          |                       |                          |                          |                  |                  |  |  |            |            |            |  |  |        |        |        |  |
|  |                          | Schwäbisch Hall Unicorns | Schwäbisch Hall Unicorns | 58                    |                          |                          |                  |                  |  |  |            |            |            |  |  |        |        |        |  |
|  |                          |                          |                          | 58                    |                          |                          |                  |                  |  |  |            |            |            |  |  |        |        |        |  |
|  |                          |                          | Örebro Black Knights     | Örebro Black Knights  | 7                        |                          |                  |                  |  |  |            |            |            |  |  |        |        |        |  |
|  | Copenhagen Towers        | Copenhagen Towers        | Örebro Black Knights     | Örebro Black Knights  | 7                        | 25                       |                  |                  |  |  |            |            |            |  |  |        |        |        |  |
|  | Copenhagen Towers        | Copenhagen Towers        |                          |                       |                          |                          |                  |                  |  |  |            |            |            |  |  |        |        |        |  |
|  | Örebro Black Knights     | Örebro Black Knights     | 56                       |                       |                          |                          |                  |                  |  |  |            |            |            |  |  |        |        |        |  |
|  | Örebro Black Knights     | Örebro Black Knights     | 56                       |                       | Schwäbisch Hall Unicorns | Schwäbisch Hall Unicorns | 35               |                  |  |  |            |            |            |  |  |        |        |        |  |
|  |                          |                          |                          |                       |                          |                          |                  |                  |  |  |            |            |            |  |  |        |        |        |  |
|  |                          |                          | Flash de La Courneuve    | Flash de La Courneuve | 21                       |                          |                  |                  |  |  |            |            |            |  |  |        |        |        |  |
|  | Black Panthers de Thonon | Black Panthers de Thonon | Flash de La Courneuve    | Flash de La Courneuve | 21                       | 12                       |                  |                  |  |  |            |            |            |  |  |        |        |        |  |
|  | Black Panthers de Thonon | Black Panthers de Thonon |                          |                       |                          |                          |                  |                  |  |  |            |            |            |  |  |        |        |        |  |
|  | Las Rozas Black Demons   | Las Rozas Black Demons   | 6                        |                       |                          |                          |                  |                  |  |  |            |            |            |  |  |        |        |        |  |
|  | Las Rozas Black Demons   | Las Rozas Black Demons   | 6                        |                       | Black Panthers de Thonon | Black Panthers de Thonon | 27               |                  |  |  |            |            |            |  |  |        |        |        |  |
|  |                          |                          |                          |                       | Black Panthers de Thonon | Black Panthers de Thonon | 27               |                  |  |  |            |            |            |  |  |        |        |        |  |
|  |                          |                          | Flash de La Courneuve    | Flash de La Courneuve | 45                       |                          |                  |                  |  |  |            |            |            |  |  |        |        |        |  |
|  | Badalona Dracs           | Badalona Dracs           | Flash de La Courneuve    | Flash de La Courneuve | 45                       | 7                        |                  |                  |  |  |            |            |            |  |  |        |        |        |  |
|  | Badalona Dracs           | Badalona Dracs           |                          |                       |                          |                          |                  |                  |  |  |            |            |            |  |  |        |        |        |  |
|  | Flash de La Courneuve    | Flash de La Courneuve    | 49                       |                       |                          |                          |                  |                  |  |  |            |            |            |  |  |        |        |        |  |
|  | Flash de La Courneuve    | Flash de La Courneuve    | 49                       |                       | Schwäbisch Hall Unicorns | Schwäbisch Hall Unicorns | 42               |                  |  |  |            |            |            |  |  |        |        |        |  |
|  |                          |                          |                          |                       |                          |                          |                  |                  |  |  |            |            |            |  |  |        |        |        |  |
|  |                          |                          | Panthers Parma           | Panthers Parma        | 17                       |                          |                  |                  |  |  |            |            |            |  |  |        |        |        |  |
|  |                          |                          | Panthers Parma           | Panthers Parma        | 17                       |                          |                  |                  |  |  |            |            |            |  |  |        |        |        |  |
|  |                          |                          |                          |                       |                          |                          |                  |                  |  |  |            |            |            |  |  |        |        |        |  |
|  |                          |                          |                          |                       |                          |                          |                  |                  |  |  |            |            |            |  |  |        |        |        |  |
|  |                          | Calanda Broncos          | Calanda Broncos          | 35                    |                          |                          |                  |                  |  |  |            |            |            |  |  |        |        |        |  |
|  |                          |                          |                          | 35                    |                          |                          |                  |                  |  |  |            |            |            |  |  |        |        |        |  |
|  |                          |                          | Budapest Wolves          | Budapest Wolves       | 28                       |                          |                  |                  |  |  |            |            |            |  |  |        |        |        |  |
|  | Budapest Wolves          | Budapest Wolves          | Budapest Wolves          | Budapest Wolves       | 28                       | v                        |                  |                  |  |  |            |            |            |  |  |        |        |        |  |
|  | Budapest Wolves          | Budapest Wolves          |                          |                       |                          |                          |                  |                  |  |  |            |            |            |  |  |        |        |        |  |
|  | Moscow Spartans          | Moscow Spartans          | p                        |                       |                          |                          |                  |                  |  |  |            |            |            |  |  |        |        |        |  |
|  | Moscow Spartans          | Moscow Spartans          | p                        |                       | Calanda Broncos          | Calanda Broncos          | 9                |                  |  |  |            |            |            |  |  |        |        |        |  |
|  |                          |                          |                          |                       |                          |                          |                  |                  |  |  |            |            |            |  |  |        |        |        |  |
|  |                          |                          | Panthers Parma           | Panthers Parma        | 21                       |                          |                  |                  |  |  |            |            |            |  |  |        |        |        |  |
|  |                          |                          | Panthers Parma           | Panthers Parma        | 21                       |                          |                  |                  |  |  |            |            |            |  |  |        |        |        |  |
|  |                          |                          |                          |                       |                          |                          |                  |                  |  |  |            |            |            |  |  |        |        |        |  |
|  |                          |                          |                          |                       |                          |                          |                  |                  |  |  |            |            |            |  |  |        |        |        |  |
|  |                          | Panthers Parma           | Panthers Parma           | 21                    |                          |                          |                  |                  |  |  |            |            |            |  |  |        |        |        |  |
|  |                          |                          |                          | 21                    |                          |                          |                  |                  |  |  |            |            |            |  |  |        |        |        |  |
|  |                          |                          | Danube Dragons           | Danube Dragons        | 10                       |                          |                  |                  |  |  |            |            |            |  |  |        |        |        |  |
|  | Beograd Vukovi           | Beograd Vukovi           | Danube Dragons           | Danube Dragons        | 10                       | 21                       |                  |                  |  |  |            |            |            |  |  |        |        |        |  |
|  | Beograd Vukovi           | Beograd Vukovi           |                          |                       |                          |                          |                  |                  |  |  |            |            |            |  |  |        |        |        |  |
|  | Danube Dragons           | Danube Dragons           | 35                       |                       |                          |                          |                  |                  |  |  |            |            |            |  |  |        |        |        |  |

## Calendario

### Primo turno
| Thonon-les-Bains 2 aprile 2022, ore 18:15 | Black Panthers de Thonon | 12 – 6 (0-0 12-0 0-0 0-6) referto | Las Rozas Black Demons | Stade Joseph-Moynat |

| Badalona 23 aprile 2022, ore 17:00 | Badalona Dracs | 7 – 49 (0-14 0-7 0-7 7-21) referto | Flash de La Courneuve |  |

| Gentofte 23 aprile 2022, ore 17:00 | Copenhagen Towers | 25 – 56 (14-0 9-20 0-36 2-0) referto | Örebro Black Knights | Gentofte Sportspark |

| Belgrado 23 aprile 2022, ore 17:00 | Beograd Vukovi | 21 – 35 (7-7 7-14 0-0 7-14) referto | Danube Dragons | Stadion FK Rakovica |

| 23 aprile 2022, ore 18:00 | Budapest Wolves | v – p (a tavolino) referto | Moscow Spartans |  |

### Quarti di finale
| Schwäbisch Hall 7 maggio 2022, ore 17:00 | Schwäbisch Hall Unicorns | 58 – 7 (14-7 17-0 10-0 17-0) referto | Örebro Black Knights | Optima Sportpark |

| Coira 14 maggio 2022, ore 18:00 | Calanda Broncos | 35 – 28 (14-7 0-0 0-0 21-21) referto | Budapest Wolves | Stadion Ringstrasse |

| Parma 14 maggio 2022, ore 18:00 | Panthers Parma | 21 – 10 (14-0 7-3 0-7 0-0) referto | Danube Dragons | Stadio Sergio Lanfranchi |

| Thonon-les-Bains 14 maggio 2022, ore 19:00 | Black Panthers de Thonon | 27 – 45 (14-14 0-14 13-14 0-3) referto | Flash de La Courneuve | Stade Joseph-Moynat |

### Semifinali
| Schwäbisch Hall 4 giugno 2022, ore 17:00 | Schwäbisch Hall Unicorns | 35 – 21 (7-7 7-0 7-6 14-8) referto | Flash de La Courneuve | Optima Sportpark |

| Coira 4 giugno 2022, ore 18:00 | Calanda Broncos | 9 – 21 (3-7 6-0 0-7 0-7) referto | Panthers Parma | Stadion Ringstrasse |

### CEFL Bowl XVI
| Schwäbisch Hall 25 giugno 2022, ore 17:00 | Schwäbisch Hall Unicorns | 42 – 17 (20-7 10-3 6-7 6-0) referto | Panthers Parma | Optima Sportpark (2.383 spett.) |

## Verdetti
- Schwäbisch Hall Unicorns Vincitori del CEFL Bowl XVI